# Медведковський метроміст
55°52′55″ пн. ш. 37°39′43″ сх. д. / 55.881861111111° пн. ш. 37.662° сх. д.
Медведковський метроміст — критий метроміст через річку Яузу (в рекреаційній заплаві), на перегоні між станціями «Бабушкінська» та «Медведково» Калузько-Ризької лінії Московського метрополітену. Розташований у Північно-Східному адміністративному окрузі Москви, на межі між районами Північне Медведково та Бабушкінський. Вихід до вулиці Грекова, проїзду Шокальського.

## Опис
Міст залізобетонний, двопрогонний. Під мостом по обох берегах облаштовані пішохідні доріжки. Довжина мосту — 42,5 м (півтора вагона), що робить його найменшим метромостом Московського метрополітену. Просвіт над Яузою — близько 3-4 м від дна (2 м над рівнем води). Побудований у 1978 році при продовженні лінії на північ. Знаходиться за 250 м на південь від станції «Медведково». Закритий, згори присипано землею.